# Eusebio Unzué
Unzué  Labiano est un nom espagnol. Le premier nom de famille, en général paternel, est Unzué ; le second, en général maternel, souvent omis, est Labiano.
Eusebio Unzué Labiano, né le 26 février 1955 à Orkoien en Espagne, est un gérant général espagnol actuel manager de l'équipe cycliste professionnelle Caisse d'Épargne qui a pris le nom de Movistar en 2011.
Comme dirigeant d'équipe auprès de José Miguel Echavarri, Eusebio Unzué a remporté au cours de sa carrière sept Tours de France (cinq avec Miguel Indurain, un avec Pedro Delgado, un avec Óscar Pereiro), quatre Tours d'Espagne (avec Pedro Delgado, Abraham Olano, Alejandro Valverde et Nairo Quintana) et quatre Tours d'Italie (deux avec Miguel Indurain, un avec Nairo Quintana et un avec Richard Carapaz).
Eusebio Unzué a effectué toute sa carrière au sein de l'équipe Reynolds qui prit ensuite le nom de Banesto de 1990 à 2003. La période avec Banesto coïncide avec l'éclosion de Miguel Indurain.
Le frère d'Eusebio Unzué, Juan Carlos Unzué, est un ancien footballeur du FC Barcelone actuellement reconverti en entraîneur.